# Andrés Ortega Klein
Andrés Ortega Klein (Madrid 1954) es un escritor, analista y periodista.

## Familia
Andrés Ortega es nieto del filósofo y pensador  José Ortega y Gasset. Su padre era José Ortega Spottorno, fundador de Alianza Editorial y del periódico El País y su madre, Simone Ortega, autora del libro de cocina, 1080 recetas de cocina. Está casado con Mariona Sobrequés, tiene dos hijas, Laia y Andrea, y dos nietos, Uxía y Antón.

## Biografía
Estudió el bachillerato en el Liceo Francés de Madrid. Es licenciado en Ciencias Políticas por la Universidad Complutense de Madrid y Máster en Relaciones Internacionales por la London School of Economics, donde estudió con una beca de la Fundación Juan March.
Ha tenido una larga carrera en periodismo como corresponsal en Londres y Bruselas y columnista y editorialista de El País.  Fue director-fundador de la revista Foreign Policy en español (2004).
Con los Gobiernos de Felipe González, ejerció labores de apoyo a las estructuras departamentales, en 1989, como asesor del ministro de Asuntos Exteriores Francisco Fernández Ordóñez (1989) y posteriormente Asesor (1990-1994) y Director del Departamento de Estudios de la Presidencia del Gobierno (1994-1996 ).
De 1996 a 1999 fue director del Servicio de Estudios del Grupo Prisa, y posteriormente director del Círculo de Debates (Grupo Prisa y Círculo de Bellas Artes de Madrid), que compaginó con sus labores de editorialista y columnista en El País.
Europeísta convencido fue Premio Salvador de Madariaga de Periodismo Europeo en 2002.
En 2008 regresa a La Moncloa, en esta ocasión como director del Departamento de Análisis y Estudios, cargo que desempeñó hasta la salida de José Luis Rodríguez Zapatero del Gobierno en 2011.
Es miembro honorario del Consejo del European Council on Foreign Affairs (ECFR) .
Entre 2012 y 2023 ha sido director-fundador del Observatorio de las Ideas, una publicación de minería de ideas. Entre 2014 y 2022 fue Investigador Sénior Asociado del Real Instituto Elcano. Entre 2008 y 2011 fue director-fundador de la revista Foreign Policy Edición Española.
Comisario de la exposición "Nosotros Robots", Espacio Telefónica, Madrid (octubre de 2018 a febrero de 2019), que posteriormente circuló por Lima, Quito y México.
En 2025 ha recibido el Premio Internacional de Ensayo Jovellanos por su obra "Soledad sin solitud".

## Publicaciones
- El purgatorio de la OTAN, 1986
- La razón de Europa, 1994
- Horizontes cercanos, 2000
- La fuerza de los pocos, 2007
- El fallo de un país ¿Qué nos ha pasado?, 2012, con A. Pascual Ramsay[4]
- Recomponer la democracia, 2014, con Agenda Pública.[5]
- La imparable marcha de los robots, 2016[6]

### Novelas
- Sin alma, 2012[7]